# Emblyna capens
Emblyna capens là một loài nhện trong họ Dictynidae.
Loài này thuộc chi Emblyna. Emblyna capens được Ralph Vary Chamberlin miêu tả năm 1948.